# Distretto di Qatonqaraǧaj
Il distretto di Qatonqaraǧaj (in kazako: Қатонқарағай ауданы) è un distretto (audan) del Kazakistan con  capoluogo Bol'šenarym.